# Różdżyca
Różdżyca (Ceratopteris) – rodzaj paproci z rodziny orliczkowatych. Obejmuje 5–6 gatunków występujących w strefie międzyzwrotnikowej i w ciepłym klimacie umiarkowanym. Są to jednoroczne lub stosunkowo krótko żyjące byliny wodne (C. cornuta i C. pteridoides to rośliny pływające po powierzchni wód) i bagienne. Niektóre gatunki uprawiane są jako rośliny akwariowe (C. thalictroides i C. cornuta) oraz warzywne (C. thalictroides w Japonii). Niekiedy masowo rozwijając się w zaburzonych antropogenicznie zbiornikach potrafią zarosnąć całe lustro wody (np. C. pteridoides pokrył 17 tys. ha sztucznego zbiornika w Surinamie w 1966).

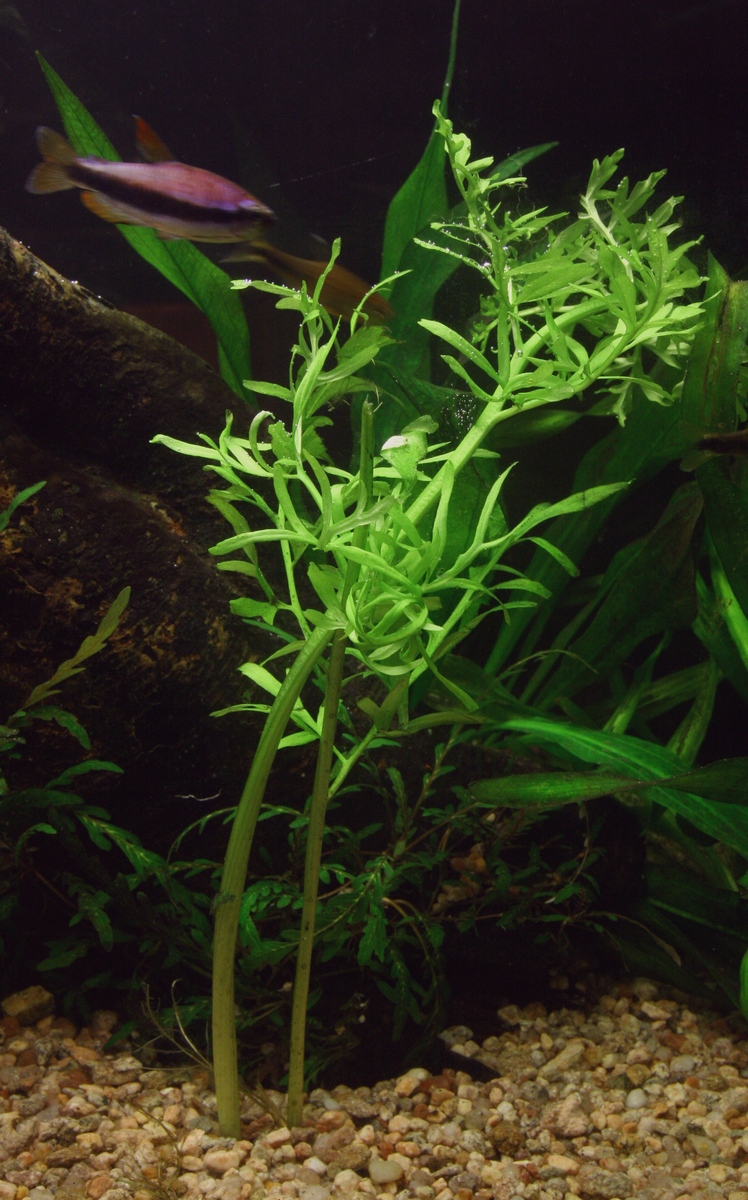
Ceratopteris cornuta w akwarium

## Morfologia
PokrójPaproć o kłączu krótkim, wzniesionym. Okrytym na szczycie błoniastymi, brązowymi łuskami. Rośliny nieco mięsiste, korzenie grube. Osiągają do 120 cm wysokości.
LiścieDimorficzne – odmienne liście wegetatywne i płodne. Liście wegetatywne mają blaszkę podługowatą do jajowato-trójkątnej, sadzone są na mięsistych, półkolistych na przekroju ogonkach, mają blaszkę niepodzieloną lub podzieloną (do 4-krotnie pierzastej). Liście płodne są wyższe i silniej podzielone, o odcinkach równowąskich.
ZarodnieBrązowe, rozwijają się na końcach żyłek po obu stronach wiązki centralnej, równowąskie, okryte są podwiniętym brzegiem liścia.

## Systematyka
Rodzaj siostrzany dla rodzaju Acrostichum, wraz z którym tworzy podrodzinę Parkerioideae w obrębie rodziny orliczkowatych Pteridaceae.
Wykaz gatunków
- Ceratopteris cornuta (P. Beauv.) Lepr.
- Ceratopteris pteridoides (Hook.) Hieron.
- Ceratopteris richardii Brongn.
- Ceratopteris succulenta (Roxb.) Fraser-Jenk.
- Ceratopteris thalictroides (L.) Brongn. – różdżyca rutewkowata

## Zastosowanie
Różdżyca rutewkowata to roślina akwariowa, zalecana do sadzenia pojedynczo lub w małych grupkach. Rośnie szybko i powinna być uprawiana w dużych akwariach. Gatunek ten uprawiany jest także jako wiosenna roślina warzywna w Japonii. W Chinach paprocie z tego rodzaju stosowane są leczniczo przy zatruciu ciążowym i jako zioła flegmotwórcze.